# Дивізійний генерал

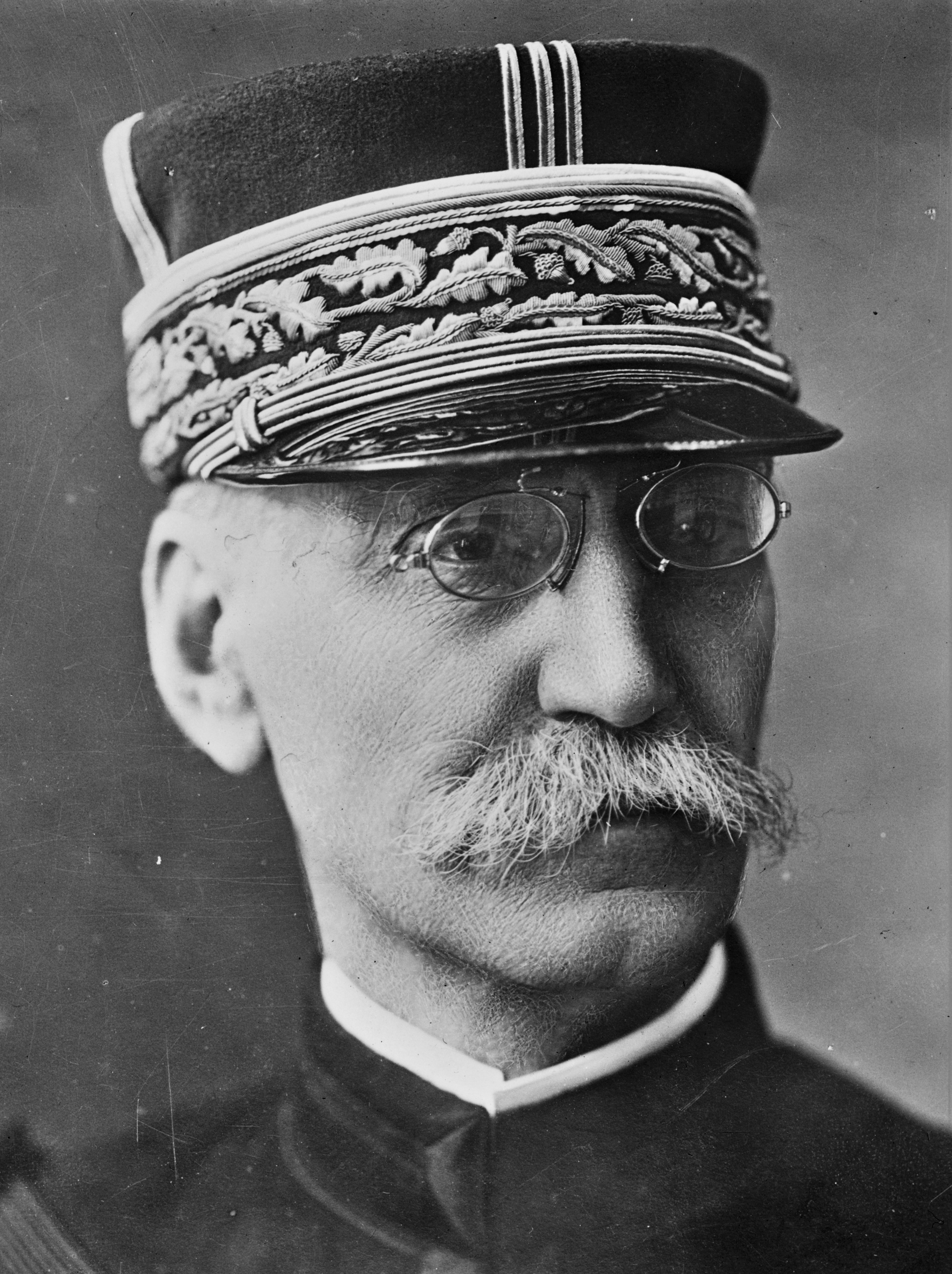
Жозеф Галлієні в кепі французького дивізійного генерала

Дивізі́йний генера́л або генера́л диві́зії — військове звання вищого командного складу збройних сил низки країн. Вперше з'явилося у Франції за часів Великої Французької революції. У французькій армії військовим званням «дивізійного генерала» (фр. Général de division) є звання вище за військове звання «бригадного генерала» (фр. Général de brigade), і нижче за військове звання «корпусного генерала» (фр. Général de corps d’armée), яке є тимчасовим, і яке присвоюється дивізійному генералові на час перебування його на посаді, яка відповідає лише званню корпусного генерала.
Звання «дивізійний генерал» умовно можливо дорівняти до військового звання генерал-майор.

## Історія
Військове звання дивізійний генерал вперше з'явилося у армій революційної Франції за часів Великої французької революції, для заміни звання генерал-лейтенант, що існувало у королівській армії. Звання дивізійного генерала активно використовувалось за часів Наполеонівської Імперії. Після реставрації династії Бурбонів в 1814 році повернула історичні військові звання, у тому числі замість дивізійного генерала — звання генерал-лейтенанта. Однак, вже після Лютневої революції 1848 року звання генерал-лейтенант остаточно було замінено званням дивізійний генерал. Загальноприйнятим скороченням від слів «дивізійний генерал» є «дівізіонер».
У французькій армії революційного і наполеонівського часів військове звання дивізійного генерала було вище звання бригадного генерала (фр. Général de brigade). Це була вища генеральське звання, наступним було звання Маршала Імперії. Згодом у французьку ієрархію чинів було додано звання корпусного генерала (фр. Général de corps d'armée) і армійського генерала (фр. Général d'armée), які вище звання дивізійного генерал і нижче звання маршала. Генерали французьких Повітряних сил мають еквівалентну званню «дівізіонера» звання генерал повітряної дивізії буквально — фр. général de division aérienne), власне, до всіх генеральських звань у Повітряних силах Франції йде приставка фр. «Aerienne»).

## Знаки розрізнення чина (військового звання) дивізійного генерала в деяких країнах світу

Франція: Général de division aérienne
Іспанія: General de División
Польща: General Dywizji
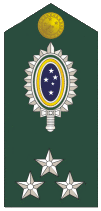
Бразилія: General-de-Divião
Швейцарія: Divisionär